# Julien Vauclair
Julien Vauclair (* 2. října 1979 Bure) je bývalý švýcarský profesionální hokejový útočník a trenér. Momentálně pracuje jako sportovní manažer týmu HC Ajoie.

## Kariéra

### Klubová kariéra
Od juniorských let hrával v Luganu, v týmu HC Lugano pak od roku 1998 působil i ve nejvyšší švýcarské hokejové lize. Ve stejném roce byl draftován do NHL týmem Ottawa Senators, ale zůstal ještě tři sezóny v mateřském klubu. V roce 2001 odešel do Severní Ameriky, kde nastupoval v týmech Grand Rapids Griffins a Binghamton Senators hrajících AHL. V prvním týmu Ottawy v NHL dostal šanci v jedinému utkání v sezóně 2003/2004, do statistik si připsal dvě trestné minuty. Po této sezóně se rozhodl pro návrat do Švýcarska a od roku 2004 hrál opět za HC Lugano, kde po sezóně 2019/2020 ukončil hráčskou kariéru. Klub, za který včetně play-off odehrál přes 900 utkání, vyřadil jeho dres s číslem tři.

### Reprezentace
Švýcarsko reprezentoval na juniorském mistrovství světa v letech 1998 a 1999, v letech 1999 až 2008 téměř pravidelně na seniorském mistrovství světa, v roce 2013 výběr získal stříbro. Zahrál si i na Zimních olympijských hrách v letech 2002, 2006 a 2014.

## Úspěchy a ocenění
Týmové
- bronz z mistrovství světa do 20 let 1998
- mistr Švýcarska 1999 a 2006 s HC Lugano

Individuální
- nominace k Utkání hvězd AHL (AHL All-Star Classic) 2004

## Prvenství
- Debut v NHL – 25. října 2003 (Montreal Canadiens proti Ottawa Senators)

## Klubové statistiky
| Sezóna       | Klub                  | Soutěž       |    | Základní část | Základní část | Základní část | Základní část | Základní část |   | Play off | Play off | Play off | Play off | Play off |
| Sezóna       | Klub                  | Soutěž       | Z  | G             | A             | B             | TM            | Z             | G | A        | B        | TM       |          |          |
| 1997–98      | Lugano                | SUI Jr.      | 10 | 7             | 4             | 11            | 10            | —             | — | —        | —        | —        |          |          |
| 1998–99      | Lugano                | NLA          | 38 | 0             | 3             | 3             | 8             | —             | — | —        | —        | —        |          |          |
| 1999–00      | Lugano                | NLA          | 45 | 3             | 3             | 6             | 16            | 14            | 0 | 0        | 0        | 0        |          |          |
| 2000–01      | Lugano                | NLA          | 42 | 3             | 4             | 7             | 57            | 18            | 0 | 1        | 1        | 4        |          |          |
| 2001–02      | Grand Rapids Griffins | AHL          | 71 | 5             | 14            | 19            | 18            | 4             | 0 | 1        | 1        | 4        |          |          |
| 2002–03      | Binghamton Senators   | AHL          | 67 | 6             | 16            | 22            | 30            | 14            | 0 | 1        | 1        | 8        |          |          |
| 2003–04      | Binghamton Senators   | AHL          | 78 | 9             | 30            | 39            | 39            | 2             | 0 | 0        | 0        | 0        |          |          |
| 2003–04      | Ottawa Senators       | NHL          | 1  | 0             | 0             | 0             | 2             | —             | — | —        | —        | —        |          |          |
| 2004–05      | Lugano                | NLA          | 42 | 4             | 7             | 11            | 28            | 3             | 0 | 0        | 0        | 2        |          |          |
| 2005–06      | Lugano                | NLA          | 31 | 6             | 6             | 12            | 32            | 17            | 2 | 4        | 6        | 12       |          |          |
| 2006-07      | Lugano                | NLA          | 39 | 7             | 9             | 16            | 50            | —             | — | —        | —        | —        |          |          |
| 2007–08      | Lugano                | NLA          | 49 | 10            | 21            | 31            | 34            | —             | — | —        | —        | —        |          |          |
| 2008–09      | Lugano                | NLA          | 50 | 10            | 35            | 45            | 56            | —             | — | —        | —        | —        |          |          |
| 2009–10      | Lugano                | NLA          | 35 | 13            | 15            | 28            | 64            | 4             | 0 | 1        | 1        | 10       |          |          |
| 2010–11      | Lugano                | NLA          | 40 | 12            | 7             | 19            | 38            | —             | — | —        | —        | —        |          |          |
| 2011–12      | HC Lugano             | NLA          | 41 | 4             | 8             | 12            | 28            | 6             | 1 | 1        | 2        | 6        |          |          |
| 2012–13      | HC Lugano             | NLA          | 47 | 7             | 9             | 16            | 24            | 7             | 1 | 2        | 3        | 4        |          |          |
| 2013–14      | HC Lugano             | NLA          | 31 | 3             | 8             | 11            | 18            | 5             | 0 | 1        | 1        | 2        |          |          |
| 2014–15      | HC Lugano             | NLA          | 38 | 6             | 7             | 13            | 30            | 6             | 0 | 1        | 1        | 6        |          |          |
| 2015–16      | HC Lugano             | NLA          | 42 | 1             | 7             | 8             | 53            | 12            | 2 | 2        | 4        | 10       |          |          |
| 2016–17      | HC Lugano             | NLA          | 27 | 1             | 9             | 10            | 22            | 6             | 4 | 0        | 4        | 0        |          |          |
| 2017–18      | HC Lugano             | NL           | 38 | 5             | 7             | 12            | 16            | 14            | 1 | 3        | 4        | 4        |          |          |
| 2018–19      | HC Lugano             | NL           | 44 | 4             | 6             | 10            | 24            | 3             | 0 | 0        | 0        | 2        |          |          |
| 2019–20      | HC Lugano             | NL           | 36 | 0             | 0             | 0             | 22            | —             | — | —        | —        | —        |          |          |
| Celkem v NHL | Celkem v NHL          | Celkem v NHL | 1  | 0             | 0             | 0             | 0             | —             | — | —        | —        | —        |          |          |

## Reprezentace
| Rok                       | Tým                       | Soutěž                    | Z  | G | A | B  | TM |
| ------------------------- | ------------------------- | ------------------------- | -- | - | - | -- | -- |
| 1997                      | Švýcarsko 18              | ME-18                     | 6  | 1 | 0 | 1  | 4  |
| 1998                      | Švýcarsko 20              | MSJ                       | 7  | 1 | 2 | 3  | 12 |
| 1999                      | Švýcarsko 20              | MSJ                       | 6  | 1 | 1 | 2  | 6  |
| 1999                      | Švýcarsko                 | MS                        | 6  | 0 | 0 | 0  | 2  |
| 2000                      | Švýcarsko                 | MS                        | 7  | 0 | 0 | 0  | 0  |
| 2001                      | Švýcarsko                 | MS                        | 6  | 1 | 0 | 1  | 27 |
| 2002                      | Švýcarsko                 | OH                        | 4  | 1 | 0 | 1  | 2  |
| 2002                      | Švýcarsko                 | MS                        | 6  | 0 | 2 | 2  | 2  |
| 2004                      | Švýcarsko                 | MS                        | 5  | 0 | 0 | 0  | 16 |
| 2005                      | Švýcarsko                 | MS                        | 7  | 0 | 0 | 0  | 10 |
| 2006                      | Švýcarsko                 | OH                        | 6  | 0 | 0 | 0  | 6  |
| 2006                      | Švýcarsko                 | MS                        | 6  | 0 | 0 | 0  | 4  |
| 2007                      | Švýcarsko                 | MS                        | 7  | 0 | 0 | 0  | 4  |
| 2008                      | Švýcarsko                 | MS                        | 7  | 1 | 1 | 2  | 4  |
| 2010                      | Švýcarsko                 | MS                        | 7  | 1 | 1 | 2  | 0  |
| 2011                      | Švýcarsko                 | MS                        | 6  | 1 | 1 | 2  | 2  |
| 2013                      | Švýcarsko                 | MS                        | 10 | 0 | 3 | 3  | 2  |
| 2014                      | Švýcarsko                 | OH                        | 4  | 0 | 0 | 0  | 2  |
| Juniorská kariéra celkově | Juniorská kariéra celkově | Juniorská kariéra celkově | 19 | 3 | 3 | 6  | 22 |
| Seniorská kariéra celkově | Seniorská kariéra celkově | Seniorská kariéra celkově | 88 | 5 | 8 | 13 | 81 |